# Mike Bullard
Michael ”Mike” Bullard, född 10 mars 1961 i Ottawa, är en kanadensisk före detta professionell ishockeyspelare.
Han tog VM-brons med Kanadas landslag 1986.